# Anyadwaloga
Anyadwaloga történelmi magyar településnév, egy Zala vármegyei falut jelöl. Közelebbi helye bizonyosan nem ismert, azonban egyesek szerint a mai Bajcsa határában lehetett. A nevet a nagykanizsai váruradalom 1493. évi birtokösszeírásában (urbáriumában) találták.
Feltételezik, hogy a nevet az Ulászló-párti Kanizsai Imre adatta a család V. László oldalán álló másik ágának bosszantására. (Albert halála után ugyanis két pártra szakadt az ország – végül előbb Ulászló, majd az ő halála és Hunyadi kormányzósága után V. László lett a király.) A név „kölcsönzője” az idősebb Kanizsai László özvegye, a fiatalabb Kanizsai László anyja, a nagyfenekű Garai Dorottya (Garai Miklós nádor és Cillei Anna lánya) lehetett.
A település fiktív történetét – kifigurázva a középkorkutatók módszereit – a szintén a korszakkal foglalkozó Engel Pál írta meg 1987-ben, a Borsa Iván hetvenedik születésnapjára készült kéziratos emlékkötetbe.